# Апостольник

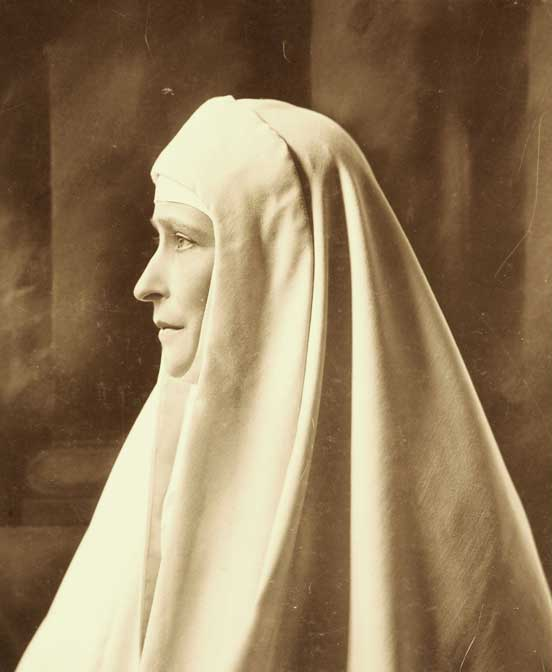
Великая княгиня Елизавета Фёдоровна в апостольнике

Апостольник — предмет одежды православной монахини. Представляет собой головной платок с вырезом для лица, ниспадающий на плечи и покрывающий равномерно грудь и спину. По длине может достигать живота. Поверх апостольника носятся скуфья, камилавка или клобук. В Русской православной церкви апостольник является обязательным облачением для монахини, в Греции он заменяется большим платком, а, например, в Румынии он отсутствует как элемент монашеского облачения.
Происхождение апостольника восходит к мафорию. Апостольник и орарь были облачением диаконисс. Феодорит Кирский, описывая внешний вид современной ему преподобной Домнины (V век), сообщает, что она была «вся покрыта покрывалом, достигающим до колен».
Традиционный цвет апостольника — чёрный, в случае несения монахиней определённых послушаний (например, работа в просфорне) он может быть белым. Для сестёр Марфо-Мариинской обители, основанной великой княгиней Елизаветой Фёдоровной, был разработан белый апостольник по образцу монашеского.